# Loretto (Kentucky)
Loretto é uma cidade localizada no estado americano de Kentucky, no Condado de Marion.

## Demografia
Segundo o censo americano de 2000, a sua população era de 623 habitantes.
Em 2006, foi estimada uma população de 651, um aumento de 28 (4.5%).

## Geografia
De acordo com o United States Census Bureau tem uma área de
9,1 km², dos quais 9,1 km² cobertos por terra e 0,0 km² cobertos por água. Loretto localiza-se a aproximadamente 215 m acima do nível do mar.

## Localidades na vizinhança
O diagrama seguinte representa as localidades num raio de 24 km ao redor de Loretto.